# Pithecellobium larensis
Pithecellobium larensis är en ärtväxtart som beskrevs av Martín Cárdenas Hermosa. Pithecellobium larensis ingår i släktet Pithecellobium och familjen ärtväxter. Inga underarter finns listade i Catalogue of Life.